# Elena Tonnini
Elena Tonnini (nascida a 2 de janeiro de 1979) é uma política do Movimento RETE de San Marino que tem servido como Secretária de Estado para Assuntos Internos, Função Pública, Assuntos Institucionais e Relações com os Municípios desde janeiro de 2020.